# نادي جوازيرينسي
نادي جوازيرينسي الرياضي (بالبرتغالية: Sociedade Desportiva Juazeirense‏) ، هو نادي كرة قدم برازيلي، أسس سنة 2006 م.

## وصلات خارجية
- الموقع الرسمي

لم يتم العثور على روابط لمواقع التواصل الاجتماعي.